# Blodspenningar
Blodspenningar (eller blodspengar) är ett ålderdomligt uttryck med flera betydelser.

## Mansbot
Blodspenningar kallades under medeltiden den penningsumma varmed en mördare, för att undgå blodshämnd, försonades med den mördades fränder, eller gottgörelse inför rättsväsendet.

## Belöning
Blodspenningar benämndes också i England belöningarna för angivelser av stråtrövare, tjuvar och falskmyntare, utfästa i lagar av 1692–1742. På grund av de många falska angivelserna, för vilka ofta oskyldiga föll offer, avskaffades likväl blodspenningarna genom en parlamentsakt av 1812 och kvarstår senare endast såsom belöning för upptäckande av falskmyntare.
Ordet nyttjades även om vinst förvärvad genom mord, obarmhärtig girighet, med mera.

## Besudlade pengar
Blodspenningar har också varit en benämning på pengar som vunnits genom förräderi, utpressning och våldsdåd, det vill säga pengar vid vilka ”blod klibbar”.
Jämför till exempel judaspenning och mordet på Nils Sture 1567.